# Žitorađe
Žitorađe (izvirno srbsko Житорађе) je naselje v Srbiji, ki upravno spada pod Občino Vladičin Han; slednja pa je del Pčinjskega upravnega okraja.

## Demografija
V naselju, katerega izvirno (srbsko-cirilično) ime je Житорађе, živi 1059 polnoletnih prebivalcev, pri čemer je njihova povprečna starost 37,1 let (36,3 pri moških in 37,8 pri ženskah). Naselje ima 358 gospodinjstev, pri čemer je povprečno število članov na gospodinjstvo 3,74. 
To naselje je, glede na rezultate popisa iz leta 2002, večinoma srbsko.
|  |

| Demografija | Demografija     | Demografija     |
| Leto        | Št. prebivalcev | Št. prebivalcev |
| ----------- | --------------- | --------------- |
|             |                 |                 |
|             |                 |                 |
|             |                 |                 |
|             |                 |                 |
| 1948        | 602             |                 |
| 1953        | 684             |                 |
| 1961        | 681             |                 |
| 1971        | 727             |                 |
| 1981        | 970             |                 |
| 1991        | 1294            | 1277            |
| 2002        | 1436            | 1339            |
|             |                 |                 |

| Etnična sestava po popisu iz leta 2002 | Etnična sestava po popisu iz leta 2002 | Etnična sestava po popisu iz leta 2002 | Etnična sestava po popisu iz leta 2002 | Etnična sestava po popisu iz leta 2002 |
| -------------------------------------- | -------------------------------------- | -------------------------------------- | -------------------------------------- | -------------------------------------- |
| Srbi                                   | Srbi                                   |                                        | 1.222                                  | 91,26%                                 |
| Romi                                   | Romi                                   |                                        | 96                                     | 7,16%                                  |
| Jugoslovani                            | Jugoslovani                            |                                        | 7                                      | 0,52%                                  |
| Rusi                                   | Rusi                                   |                                        | 5                                      | 0,37%                                  |
| Bolgari                                | Bolgari                                |                                        | 3                                      | 0,22%                                  |
| Črnogorci                              | Črnogorci                              |                                        | 2                                      | 0,14%                                  |
| Makedonci                              | Makedonci                              |                                        | 1                                      | 0,07%                                  |
| Neznano                                | Neznano                                |                                        | 0                                      | 0,0%                                   |